# Cycnoches ventricosum
Cycnoches ventricosum är en orkidéart som beskrevs av James Bateman. Cycnoches ventricosum ingår i släktet Cycnoches, och familjen orkidéer. Inga underarter finns listade i Catalogue of Life.

## Bildgalleri

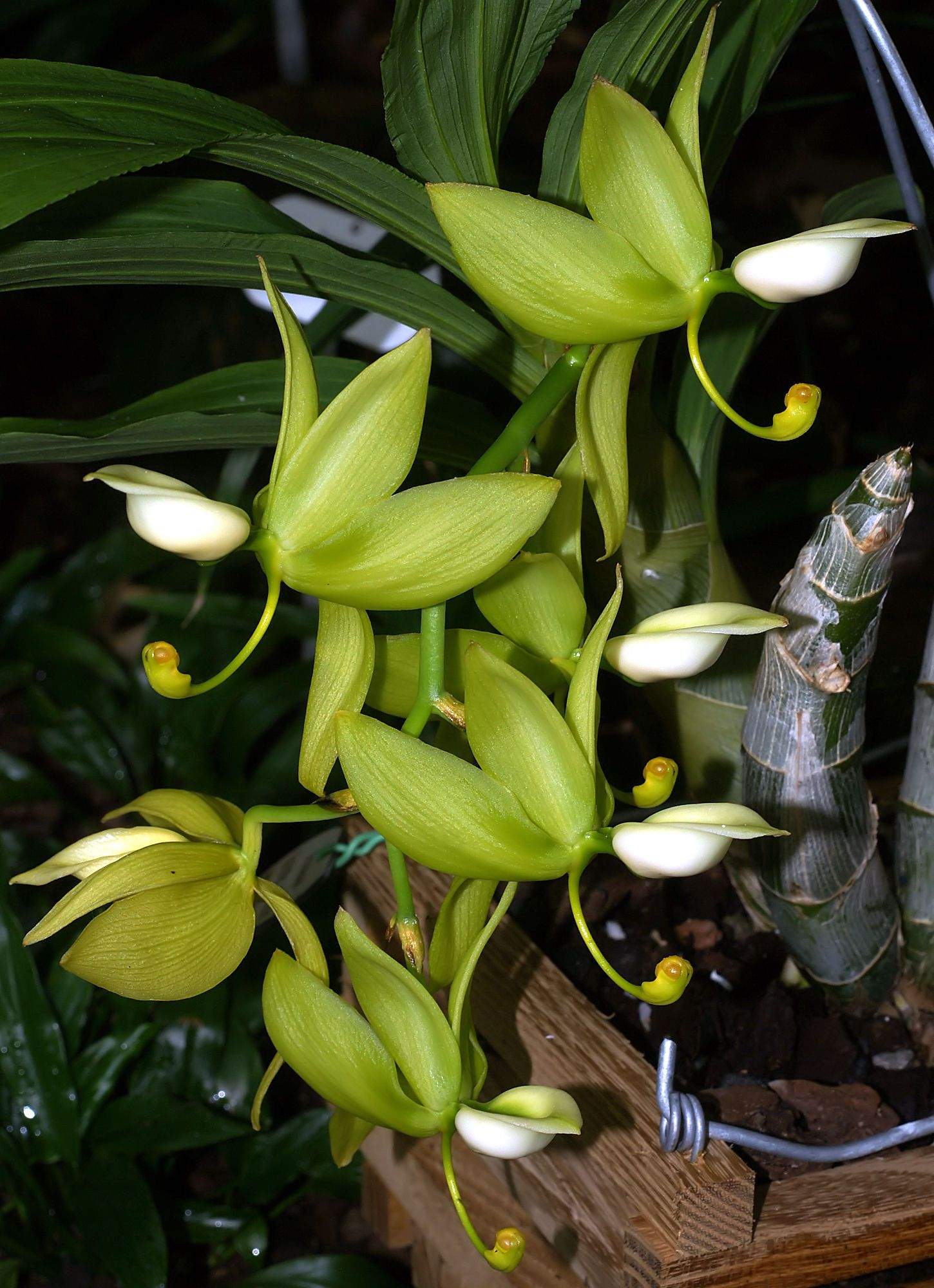
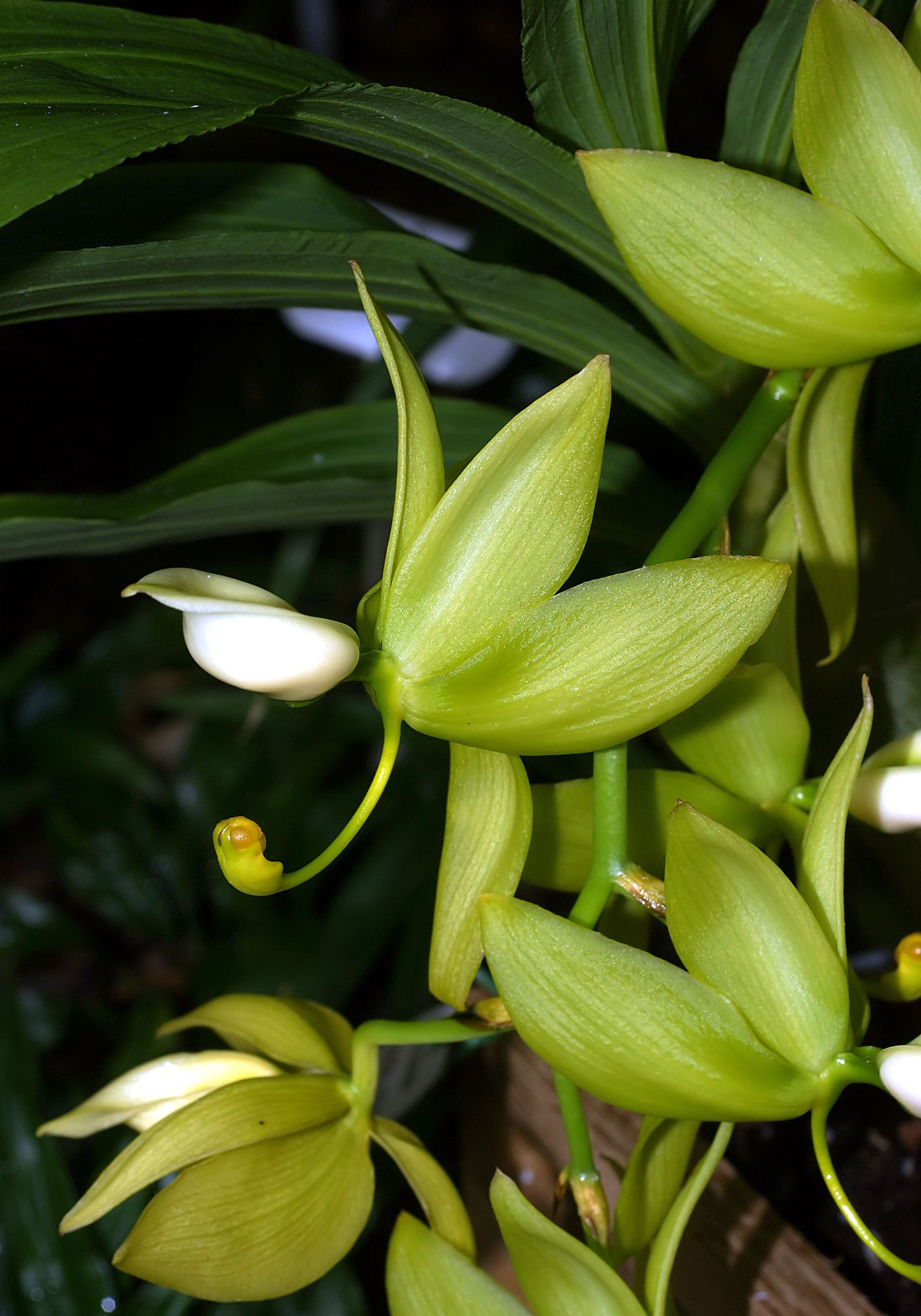
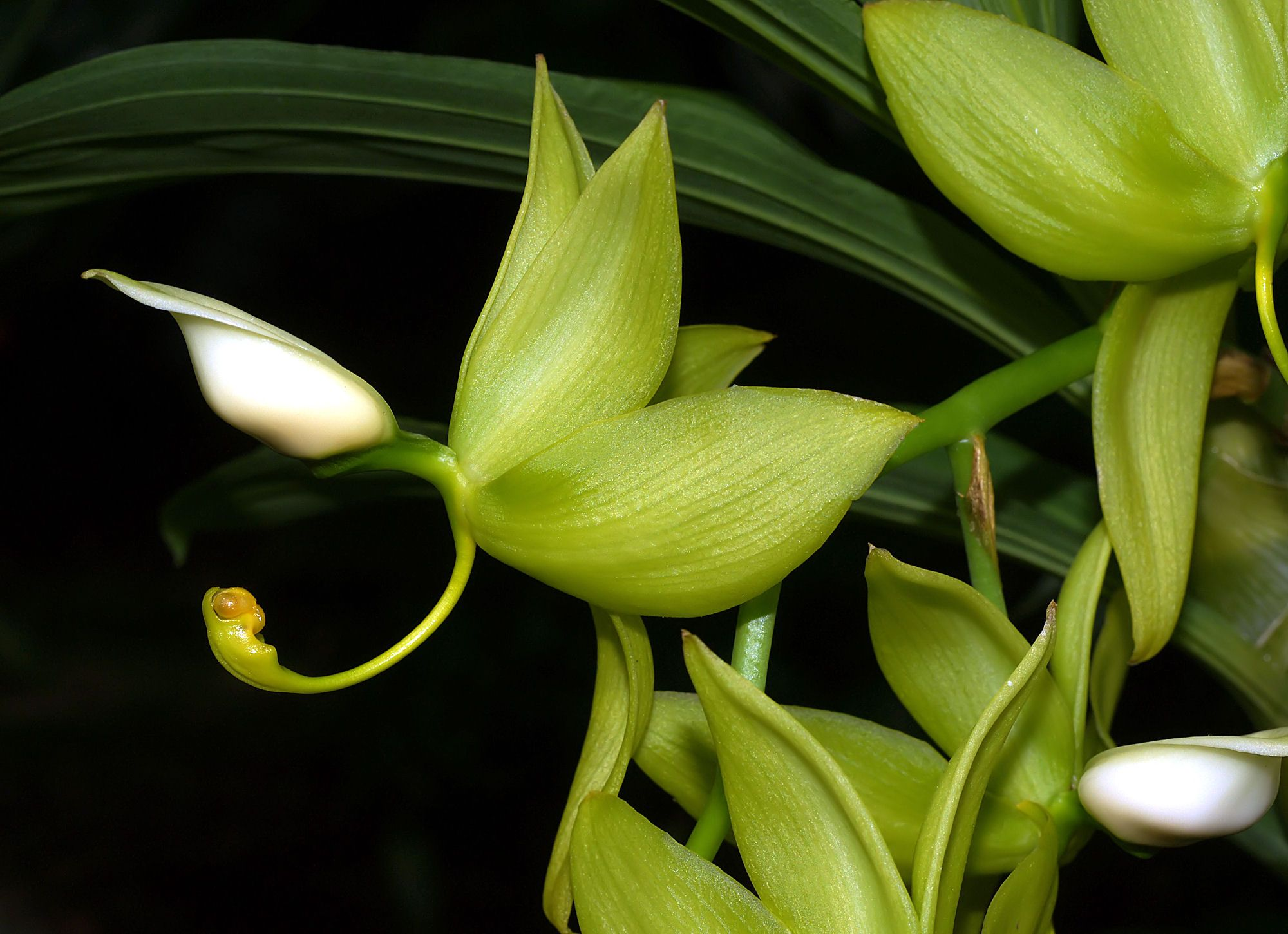
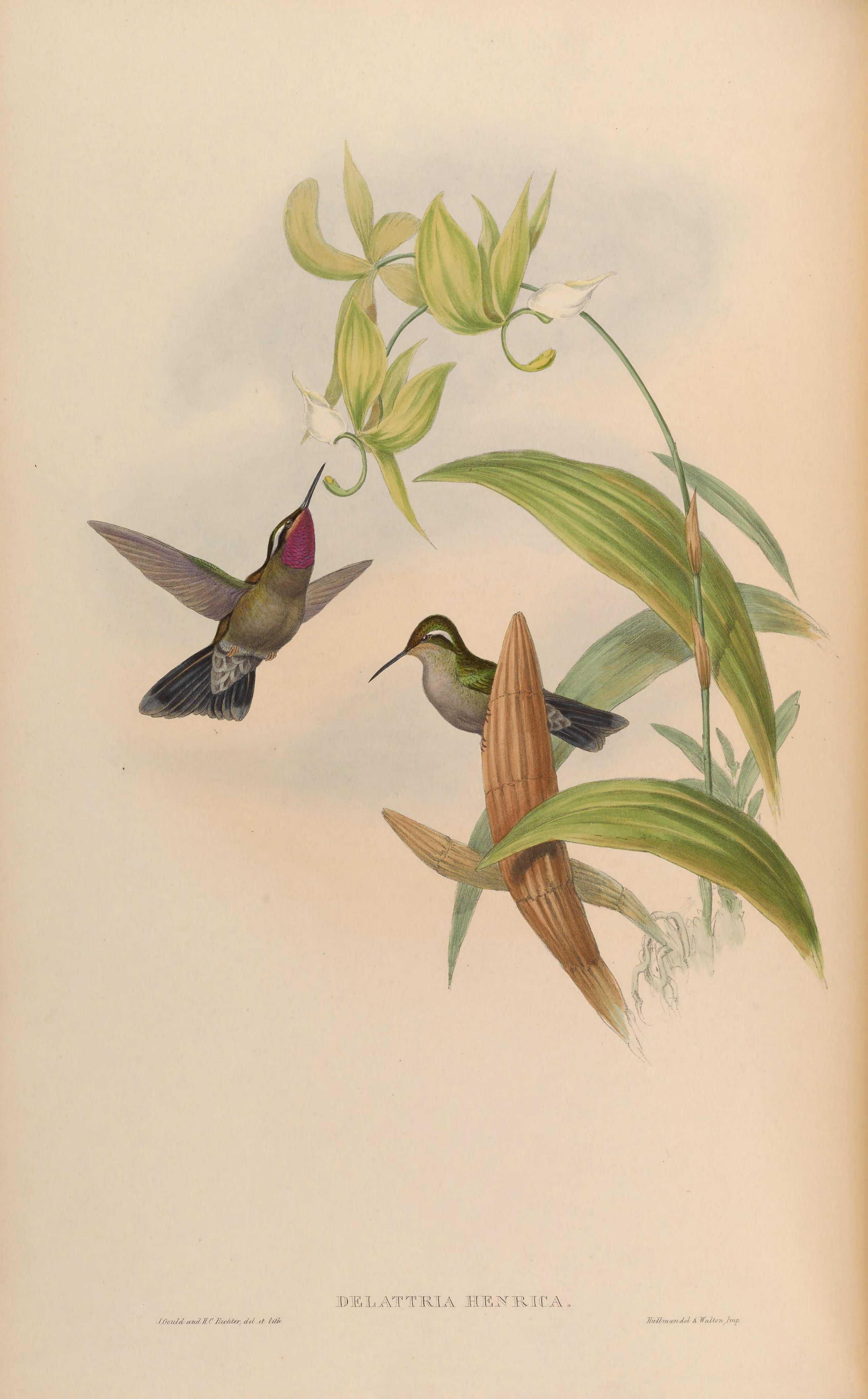